# Csida Károly
Csida Károly, Tsida, Tschida (Pozsony, 1811. július 21. – Csolnok, 1876. november 20.) pozsonyi katolikus hitszónok.

## Élete
1834. augusztus 7-én szentelték fel misés pappá, azután káplán volt Pozsonyban, 1855-ben plébános lett Csolnokon.

## Munkái
- Der Christen Trost beim Hinblicke auf die Zukunft und die Unvollkommenheiten des Lebens. Predigt gehalten am Neujahrstage 1842. Pressburg, 1842.